# 1898年俄亥俄州联邦参议员选举
1898年1月12日，俄亥俄州议会召开联席会议，依据宪法规定选举联邦参议员。在任参议员马克·汉纳于1897年3月5日经州长阿萨·布什内尔任命，填补约翰·舍曼辞职出任总统威廉·麦金莱（前俄亥俄州州长）政府国务卿一职后出现的空缺。根据宪法，汉纳的就职只是暂时性的，任期只能持续到州议会自行选出继任人选时止。选举结果，汉纳战胜共和党同僚、克利夫兰市长罗伯特·麦基森，这样，他不但能够就职到舍曼原本的任期结束（1899年），还能继续完成时长6年的完整任期（到1905年止）。
汉纳是位身家富足的实业家，曾成功运作麦金莱1896年的总统竞选。俄亥俄州共和党正处于分裂状态，一派由麦金莱、汉纳和舍曼领头，另一派则以该州另一位联邦参议员约瑟夫·本森·福勒克为首。州长布什内尔是福勒克的盟友，所以是在麦金莱等人的压力下才勉强任命汉纳临时继任舍曼的席位。汉纳获得任命后，共和党人又在1897年11月的议会选举中赢得多数席位，眼看1898年1月议会重新进入议程后就可以正式选举汉纳上任。但就在议程开始前，部分反对汉纳的共和党议员（其中大部分来自福勒克领导的派系）和民主党议员联合起来，希望夺回议会主控权，让汉纳败兴而归。
民主党议员和反对汉纳的共和党议员结盟，成功取得州议会两院的主控权，联邦参议员选举就在一周后举行，双方于是展开激烈交锋。一些议员甚至躲藏起来，以免受到另一方的压力。反对汉纳的派系在投票开始前一天决定选择麦基森作为候选人与汉纳对抗。最终，有3位共和党议员改变立场把票投给汉纳，后者以微弱优势赢得两个联邦参议员任期。选举结束后，州议会两院都对腐败指控展开调查，州参议院的报告之后递交联邦参议院，但联邦参议院没有采取对汉纳不利的行动。麦基森于1899年竞选连任市长落败，汉纳此后一直是参议院中的实权人物，直至1904年去世。

## 背景及汉纳的任命
1787年，55位代表齐聚费城召开制宪会议，最终制订的宪法中规定，选派联邦参议员的权力属于各州议会，而非人民直选。根据联邦法律规定，参议员任期届满后，州议会要在立法会议召开后的第一个星期二举行选举，选择继任人选。在这一天里，各州议会两院分别进行表决，如果同一候选人在两院都获得过半数支持，那么两院就在次日中午召开联席会议，宣布候选人胜出。如果没有候选人在两院得到过半数支持，那么就要由所有出席议员唱名表决，得多数票者当选。如果议席是在州议会休会期间出现空缺，那么州长可以任命临时人员，直至议会选出相应人选时止。

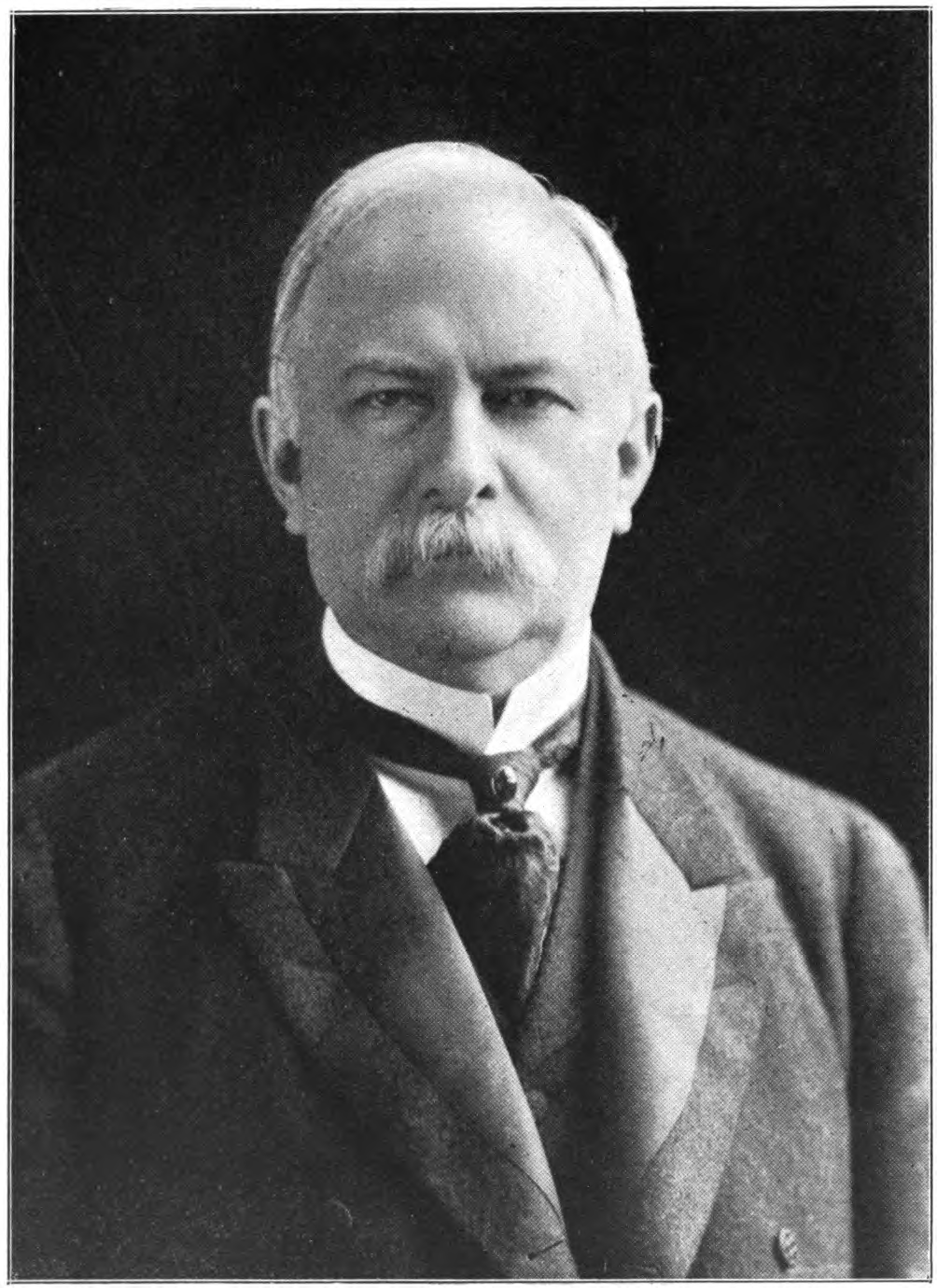
联邦参议员约瑟夫·福勒克

从1888年左右开始，俄亥俄州共和党就出现敌对派系明争暗斗。1896年时，其中一派由联邦参议员约翰·舍曼、前州长威廉·麦金莱，以及麦金莱的政治经理、克利夫兰实业家马克·汉纳领头；另一派则以前州长约瑟夫·福勒克为首，当时的州长阿萨·布什内尔（Asa S. Bushnell）也是福勒克的支持者。1896年选举期间，两派达成妥协，麦金莱的支持者在1月的州议会联邦参议员选举中投票支持福勒克，后者也投桃报李，支持麦金莱竞选总统。福勒克于6月当选，紧接着便在同年举行的共和党全国大会上提名麦金莱竞选总统，麦金莱在11月的普选中击败民主党候选人威廉·詹宁斯·布莱恩赢得总统宝座，汉纳则是他的竞选经理兼筹款主任。汉纳为麦金莱的竞选募得数百万美元资金，但也难逃民主党报纸充满敌意的攻击，声称汉纳企图用金钱买下总统宝座，麦金莱不过是他主控的棋子。1896年选举期间，美国的货币标准成为主要议题，麦金莱坚定支持金本位，布莱恩则为自由铸造银币代言，根据后者的主张，政府有义务接受储户存入的任何银锭，并将之打造成银币返还。在这样的情况下，一枚面值1美元的银币实际包含的白银价值只有约半美元，这显然会加大货币供应量，引起通胀。

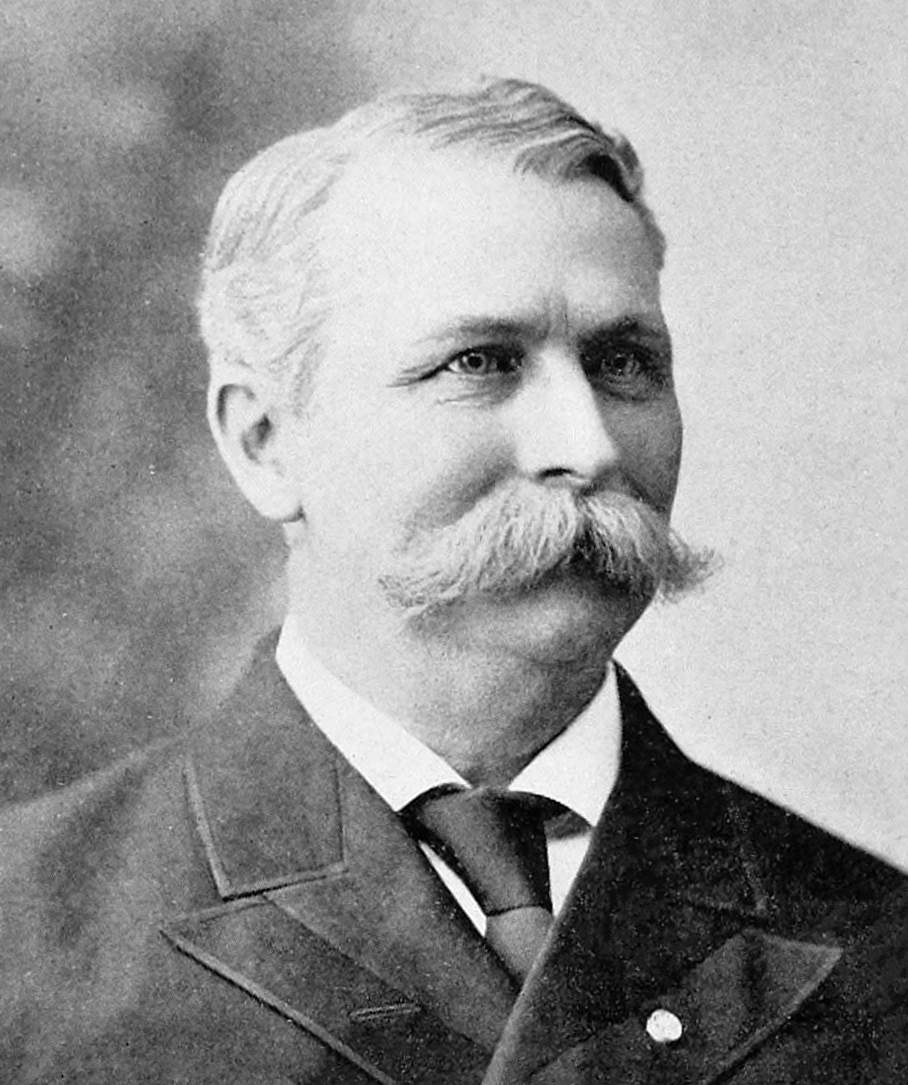
州长阿萨·布什内尔

大选尘埃落定后，麦金莱有意任命汉纳出任邮政署长，但后者婉拒了提名，希望能在参议员舍曼进入内阁任职后继任。当时有谣传称，73岁的舍曼心智已进入衰退期，事实证明这一说法是正确的，但麦金莱当时并不相信，所以在1897年1月4日邀请他出任国务卿。如果舍曼接受提名，那么俄亥俄州的联邦参议员席位就会在他辞职后出现空缺，布什内尔有权任命继任人选，继任者可以任职到1898年1月议会重新进入议程时止。
福勒克起初并不知道汉纳也有从政抱负，所以得知后者正求取参议员席位时深感惊讶。在福勒克看来，汉纳虽然主持过竞选，但这并不表明他有担任立法议员的能力。汉纳及盟友对州长施加了相当大的压力，但这其中起初并没有麦金莱的参与。
布什内尔一开始不愿把这来之不易的顺手人情送给汉纳，打算任命不属任何一方派系的联邦众议员西奥多·伯顿（Theodore Burton），但伯顿谢绝了这次机会。历史学家威尔伯·琼斯（Wilbur Jones）推测，伯顿此举可能是不想得罪汉纳的支持者，为短短几个月的参议员任期葬送自己的联邦众议员生涯。州长还考虑过其他方案，如亲自出任参议员，或是召开特别立法会议选派新任参议员。但他最后还是决定，任命其他任何人都会招来新总统和正担任共和党全国委员会主席的汉纳不满，实在没必要冒这样的风险。1897年2月下旬，麦金莱派老朋友、法官威廉·R·戴作为私人信使前去与布什内尔面谈，州长于是接受了总统的意见。1897年3月5日早上，汉纳在哥伦比亚特区阿灵顿酒店大堂接过州长布什内尔的任命书。
汉纳的支持者声称，布什内尔有意拖延任命汉纳的时间，让福勒克成为俄亥俄州的资深参议员。赫伯特·克罗利（Herbert Croly）撰写的汉纳传记中有同样看法，为麦金莱编撰传记的·摩根·韦恩（H. Wayne Morgan）也认为布什内尔是出于这样的目的拖延任命。汉纳的另一位传记作者威廉·霍纳（William Horner）认为这一动机难以认定，但的确有其可能。福勒克在回忆录中驳斥这种观念，据他所说，舍曼是在1897年3月4日下午才辞去参议员职位（与总统和国会议员宣誓就职是同一天），这样舍曼就可以正式向参议院的其他议员介绍福勒克。福勒克还称，联邦参议院直到3月4日下午才确认总统的提名，舍曼不愿在事成定局前就冒然辞职。福勒克指出，州议会早在1896年1月就已选派他担任联邦参议员，“汉纳先生只有在舍曼先生退休后才能填补相应空缺，但舍曼先生是一直到我宣誓就职后才辞职。”

## 1897年俄亥俄州议会竞选

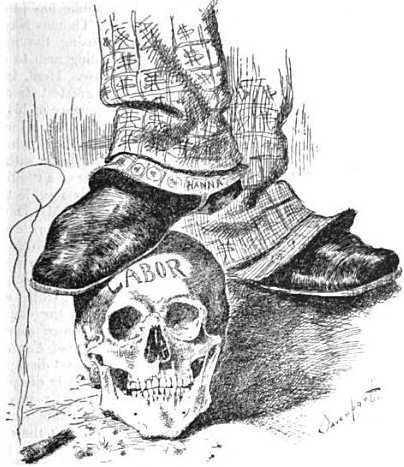
1897年霍默·达文波特创作的政治漫画《汉纳先生对劳工问题的立场》

1897年6月，俄亥俄州共和党大会在托莱多举行。大会支持汉纳竞选参议员，全部88个县的地方共和党会议中有84个持同等立场。这年11月，俄亥俄州举行州内选举，选派州长、议员及其他州级官员。在此以前，该州大部分共和党人对汉纳竞选参议员基本没有反对意见。这场州议会选举在全美范围内引起很大关注，被视为1896年选举的复赛和1900年总统大选的先导，同时也相当于是对马克·汉纳是否应继续担任联邦参议员职务的全民公投。总统麦金莱在俄亥俄州为汉纳摇旗呐喊，民主党人则派出布莱恩应战。民主党人希望能在州议会取得多数席位，给予竞选连任的汉纳以迎头痛击，以报1896年总统大选时的一箭之仇。除汉纳是否应继续担任参议员是这年竞选过程中的关键议题外，双方还就麦金莱上任后联邦政府包括丁利关税在内的多项政策是否带领经济走入繁荣展开辩论，自由铸造银币运动与金本位的立场交锋也吸收了许多人的目光。民主党人按以往的习惯，没有特别选定的参议员候选人，但辛辛那堤出版商约翰·麦克莱恩（John R. McLean）被广泛视为民主党人中争夺汉纳议席的头号人选，但由于多位政治战略家认为，麦克莱恩同样拥有大笔财富，同样有经商背景，这样的候选人不能与汉纳形成显著对比来争取选民支持，因此麦克莱恩只能退居二线。
竞选期间，威廉·赫斯特的《纽约新闻报》故伎重演，再度用1896年大选期间的同样手段指责汉纳的动机和人格，报道中把汉纳描绘为金權政治大亨，反复践踏标有“劳工”字样的骷髅，相比之下，身形缩小的麦金莱仿佛孩童一般，时时受到汉纳的操纵。福勒克对汉纳的支持并不特别显著，虽然他曾于9月中旬表态支持汉纳，紧接着还发表了几场演说，但此后就没有再公开表态，并且这种默然的态度还会一直持续到1898年1月，州议会表决选出新的参议员以后。
汉纳在州内各地演讲，俄亥俄州居民此前听说过许多他为麦金莱竞选奔波的故事，但对他本人却缺乏了解，所以汉纳的演讲吸收了许多好奇的民众。此前汉纳少有公开演讲的机会，麦金莱建议他在演说前先做充分练习并进行铺垫，但汉纳却发现自己对此很不习惯，他更倾向于先做短暂的自我介绍，然后即兴演说，有时甚至不确认自己要说些什么话题。赫伯特·克罗利认为，汉纳这种演说时不拘一格的风格赢得了许多观众，他从此以卓有成效的公共演说家形象为人熟知。菲利普·沃肯（Philip Warken）曾针对1898年这场参议员选举发表论文，文中认为这场竞选可能对汉纳很有利。霍默·达文波特（Homer Davenport）此前向公众描绘的汉纳形象仿佛隐身幕后的模糊身影般神秘而不可捉摸，虽然扭曲，但已在许多人心目中扎根，所以候选人的公开露面有助于打破这样的形象。汉纳是位非常富有的实业家，民主党人因此攻击他是“劳工粉碎机”，对此他发表演说，邀请听众询问为他工作的雇员待遇如何。随后，多位工会和职工委员会的领导人出面证实，他们对汉纳没有任何不满。
62名共和党人和47位民主党人经11月的选举进入俄亥俄州众议院，州参议院基本势均力敌，民主党人赢得18席，共和党人17席，还有一位独立派共和党人当选。这表示共和党在两院联席会议上会有15票的优势，相信足以确保汉纳当选。

## 联邦参议员选举

### 政治动荡

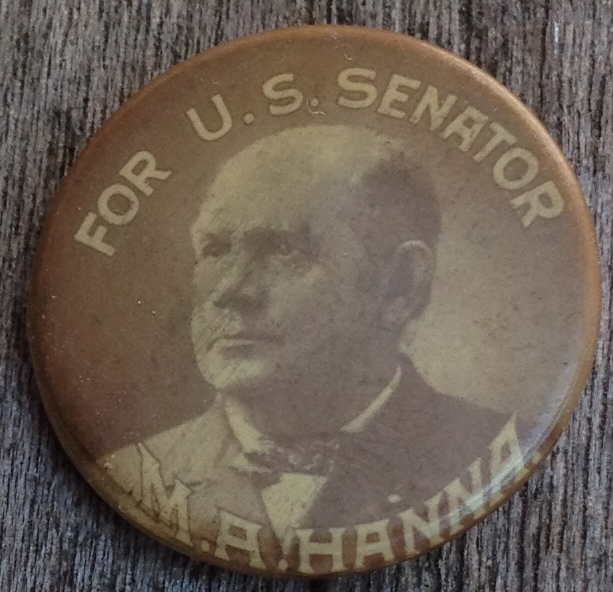
马克·汉纳竞选钮扣

11月的选举结束次日，州长布什内尔宣布共和党已在州议会取得多数席位，足以选派共和党人出任联邦参议员，但这时他仍然没有提及汉纳的名字，这被视为汉纳要赢得议席还需经过一番苦战的公开暗示。多份报纸在报道中指出，布什内尔以2万8000票优势赢得连任，但立法选举中共和党的优势只有9000票。选举结束后，多位共和党人宣称要和民主党结盟，挫败汉纳的大计。
克罗利在汉纳的传记中声称，布什内尔、克利夫兰市长罗伯特·麦基森（Robert McKisson），前俄亥俄州共和党主席查尔斯·库尔茨（Charles L. Kurtz）联手对付汉纳。其中库尔兹是在1897年俄亥俄州共和党大会上竞选连任时遭汉纳的势力狙击，麦基森曾在1895年首度竞选克利夫兰市长，但却没有得到汉纳的支持，另一位传记作家威廉·霍纳（William T. Horner）认为，麦基森对此一直怀恨在心。麦基森曾于1897年初竞选连任，但汉纳却在接受记者采访时给予市长的竞选对手高度评价，还询问记者麦基森是不是通过欺诈手段才再度得到市长候选人提名。汉纳阵营对麦基森充满敌意，他只能到那些不起眼的集会上露面，除非克利夫兰举办大型活动介绍候选人，汉纳的支持者还试图让麦基森的支持者不能出任公职。但从公开表现来看，麦基森并未对此耿耿于怀，他曾公开支持汉纳出任联邦参议员，还在选举日前夜发表多场演说，呼吁州内共和党选民在投票时坚守党派立场。不过，克利夫兰的选民却收到了采样选票，让他们知道如何投票可以最大程度上降低汉纳胜出的可能，沃肯推测，这些采样选票就是出自麦基森之手，因为只有他才有这样的动机和时机。
查尔斯·迪克（Charles Dick）当时是汉纳的助手，之后还继任了汉纳的参议员席位，根据他的回忆：“选举结束后，反对派马上就发展形成了。我可以说他们早在选举前就已开始密谋……15票的优势就这样瓦解冰销了。”据霍默记载：“随着那些一度承诺支持汉纳的俄亥俄州议员在当选后一个接一个地站到反对他的立场上……汉纳保留席位的可能开始变得渺茫。”库尔茨没有遵守自己在托莱多的党派会议上支持汉纳的承诺，称大会受到汉纳收买的代理人士操纵。他还称：“最近的选举结果表明，他（指汉纳）并非党派民心所向。汉纳先生支配一切的时代结束了。这里的人都反对他，事情就是这样。”
反对汉纳的人中有许多来自克利夫兰及凯霍加县其它地区，麦基森在这些地方都有一定影响力。辛辛那提所在的汉密尔顿县是福勒克的故乡，当地的共和党议员是靠着与民主党人联手才战胜操纵地方政治的共和党头目，令该县局势复杂化。这些人属“白银共和党人”，他们和辛辛那提选派的独立派共和党议员一样支持麦金莱极力反对的自由铸造银币运动，竞选期间，他们也从未承诺会在当选后投票支持汉纳。
福勒克没有积极参与这些争论，他在此期间只接受过一次采访，称自己正尽最大努力致身事外。不过，反对汉纳的共和党人中大部分来自福勒克的派系。作为俄亥俄州当时的资深联邦参议员，福勒克曾表示汉纳连任参议员的道路会困难重重。汉纳的支持者曾要求福勒克出面调停双方的争议，后者回答：“我不会为了汉纳而对抗自己一辈子的朋友，”他还表示，汉纳还不足以让他去找布什内尔和库尔兹商谈解决方案。
1898年1月3日（星期一），新一届州议会在哥伦布进入议程。9名反对汉纳的共和党州众议员与民主党议员联手，结果众议院议长就是在这9人中选出。反对汉纳的共和党州参议员起初没有出席会议，这样民主党人就轻松占据多数，取得参议院议长位置。多个立法职位由民主党人和反对汉纳的共和党人瓜分。等到缺席的共和党参议员终于出现时，他们却在投票中与民主党人一个鼻孔出气，参议院中的民主党势力得到迅猛发展。到了这个时候，州众议院反对汉纳的议员已经拥有3票优势，参议院则有2票，这样汉纳在联邦参议员选举中就很可能会以5票之差败选，要想保住议席，必须要有3位议员改变立场投票支持他。

### 明争暗斗
立法选举尘埃落定后，由汉纳主控的州共和党委员会号召各地活跃人士前来哥伦布。许多人在布什内尔第二次就职典礼当天集会，在街道上向他发出嘘声。许多人都对州长感到愤怒，将他视为唯一与反对汉纳的派系有关联的州级官员。全州各地举行会议，各种呈请此起彼伏，其中大部分都表示支持汉纳或谴责布什内尔、库尔兹和麦基森。据克罗利记载，就在议会即将选举联邦参议员之前的几天里：
 哥伦布仿佛变成了中世纪城市，充斥着势不两立的武装党徒。每个人都很激动、亢奋甚至充满怨恨，处于精神高度绷紧的状态。酒店里，街头上，到处都有人打架斗殴，甚至还有暗杀的威胁。胆小的人天黑后就不敢出门，一些议员还配有护卫，其中许多人根本就没离开过自己的房间。侦探和间谍四散而行，试图追查各种有关贿赂和腐败的故事线索。
汉纳的支持者竭尽全力争取选票支持。据克罗利记载，住在南方大酒店，身边一直有警卫守护的犹尼昂县州众议员约翰·格里菲斯（John Griffith）据称有意改变立场，支持汉纳。汉纳的支持者得知后设法帮格里菲斯摆脱警卫，让他和夫人一起藏到位于尼尔大宅的汉纳竞选总部，直到投票时才再度露面。但在沃肯看来，格里菲斯经常在与他人交流后转为支持对方立场，只不过最后一次改变立场时还是决定支持汉纳。汉纳的支持者还试图说服与民主党结盟的共和党议员重新支持汉纳连任，其中一位来自克利夫兰的共和党议员含泪回绝了这一请求，称自己本在该市做地板砖生意，但要是胆敢投票支持汉纳，麦基森很快就会让他关门。麦金莱在帮助汉纳方面毫无保留，他还经一位军人之手，给某投票立场成疑的共和党议员去信。

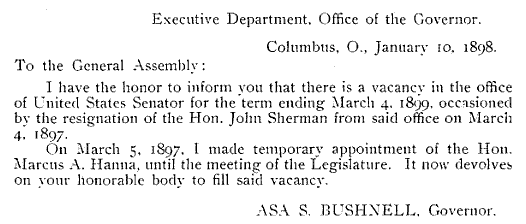
俄亥俄州众议院日志摘录，州长布什内尔正式告知议会，需选派联邦参议员填补空缺

1月9日，多份报纸发文，指控汉纳已做出安排，准备贿赂来自辛辛那提的白银共和党议员约翰·奥蒂斯（John Otis）。奥蒂斯称，起初有人表示会付他1万美元，但实际上却只给了1750美元。据称，贿款是由来自纽约的亨利·博伊斯（Henry H. Boyce）交给奥蒂斯，博伊斯还同汉纳的顾问埃斯蒂斯·拉思伯恩（Estes Rathbone）有过至少两次会面。博伊斯否认这一指控，称他不过是有定期向奥蒂斯的律师支付款项。事件公开后，他逃离了俄亥俄州。汉纳坚称自己与此事毫无关联，他的对手希望能让事件成为汉纳铩羽而归的前奏，汉纳的支持者也担心此事会引起舆论哗然。不过克罗利和霍默都认为，这一指控对舆论的影响很小。
议会两院领袖起初没有决定选择谁来与汉纳竞争，讨论一直持续到1月10日，次日众议院就要开始表决。民主党暂且同意投票支持另一位共和党人出任联邦参议员，但他们不希望把票投给金本位的支持者。民主党议员打算先把带有致敬意味的一票投给辛辛那提出版商约翰·麦克莱恩（民主党人），然后再支持共和党人。这次选举实际上决定的是两个联邦参议员任期的归属，除舍曼未完成的任期外，还包括新的完整任期，相关法律中并没有规定这两部分任期都只能由一人出任，所以民主党人也曾试图通过协商来为党派候选人争取，希望至少能赢得舍曼持续到1899年的任期。有议员提出，由布什内尔作为之后6年完整任期的候选人，但州长不愿支持银本位。最终，反对汉纳的共和党议员决定选择麦基森作为汉纳的对手，竞争两个任期。方案于1月10日公布，麦基森也在这天发表声明，但他很快就反悔了，如果当选，虽然名义上他仍是共和党人，但却必须支持以威廉·詹宁斯·布莱恩为首的民主党人鼓吹的“芝加哥政纲”，站到银本位的立场上。
最终，两位来自辛辛那提的白银共和党议员成为选举的关键，汉纳一方赢得了两人的支持。据克罗利记载，其中的查尔斯·德罗斯特（Charles F. Droste）起初打算推荐同样来自辛辛那提的白银共和党人杰普塔·加勒德上校（Col. Jeptha Garrard）作为候选人，但显然其他议员都不会支持加勒德，所以德罗斯特同意把票投给汉纳。沃肯认为，未能支持加勒德正是“反汉纳联盟最大的失误。如果他们支持上校参选，那么就有可能取得辛辛那提那些持自由铸造银币运动立场人士的支持”。但麦基森在选举后指出，民主党议员和反汉纳的共和党议员绝对不可能团体起来把票投给支持银本位的候选人。当时的报道认为，两位白银共和党人把票投给汉纳之举“无法理解”，因为每位来自辛辛那提的议员都得到承诺，只要他们不支持汉纳，就有可能成为联邦参议员席位的候选人。只是这种承诺是否能够兑现仍是未知之数。
1898年1月11日，俄亥俄州议员两院分别进行表决。汉纳在众议院获得56票，麦基森49票，哥伦布联邦众议员约翰··伦茨（John J. Lentz）、州众议员阿奎拉·威利（Aquila Wiley）和前联邦众议员阿多尼朗·华纳（Adoniram J. Warner）各得到1票。两个参议员任期的得票数相同。支持汉纳的56票全部来自共和党议员，支持麦基森的则是6名共和党人和43位民主党人。另外3票则都是不愿支持共和党候选人的民主党议员所投。
众议院的投票一共持续了两天，有一位民主党议员因生病而缺席。州参议院对两个任期的投票结果也完全相同。支持麦基森的是18名民主党议员和1位共和党议员，汉纳则获得17位共和党议员支持，其中1人属独立派共和党人。由于两院表决结果并不一致，所以需依照法律规定于次日召开联席会议，所有出席议员唱名表决。不过，如果起初支持汉纳的全部73位议员次日仍然坚持立场，那么他就能够当选。
阿尔弗雷德·亨利·刘易斯（Alfred Henry Lewis）于1月12日在赫斯特的《纽约新闻报》发文指出：“反对汉纳的派系昨天毫无组织性，从一定程度上来说，今天的联席会议有可能会引发一些无法避免的争斗。”承诺支持汉纳的73位议员在他支持者的保护下一起前去州议会大厦。据克罗利记载：“每个重要地点都有武装警卫驻守。州议会大厦里到处都是不顾一切而且充满决心的人。”联席会议在众议院楼层展开，首先是宣读两院日志，详细阐述前一天的结果。接下来两院书记员开始唱名。绝大多数议员投下的票都与前一天相同，只有之前投给华纳和威利的两票都转送给了麦基森。最后投票的是州众议员阿奎拉·威利，这时汉纳已经得到73票支持赢得选举，威利于是还是把票投给了伦茨。最终结果，汉纳以73票赢得两个任期，麦基森得到70票，伦茨1票。联席会议休会前，汉纳来到现场，对议员表示感谢。他说：“我要加倍感谢你们，现在这种情况下的支持，对我来说就是信任的保证。”

## 余波

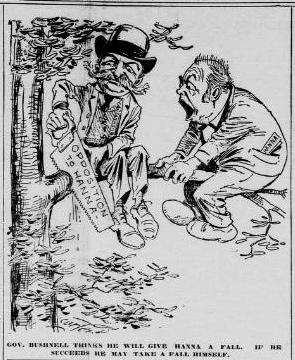
1898年1月的这份政治漫画讽刺布什内尔（左）切断汉纳的政治支持之举，实际上也切断了自己的后路。

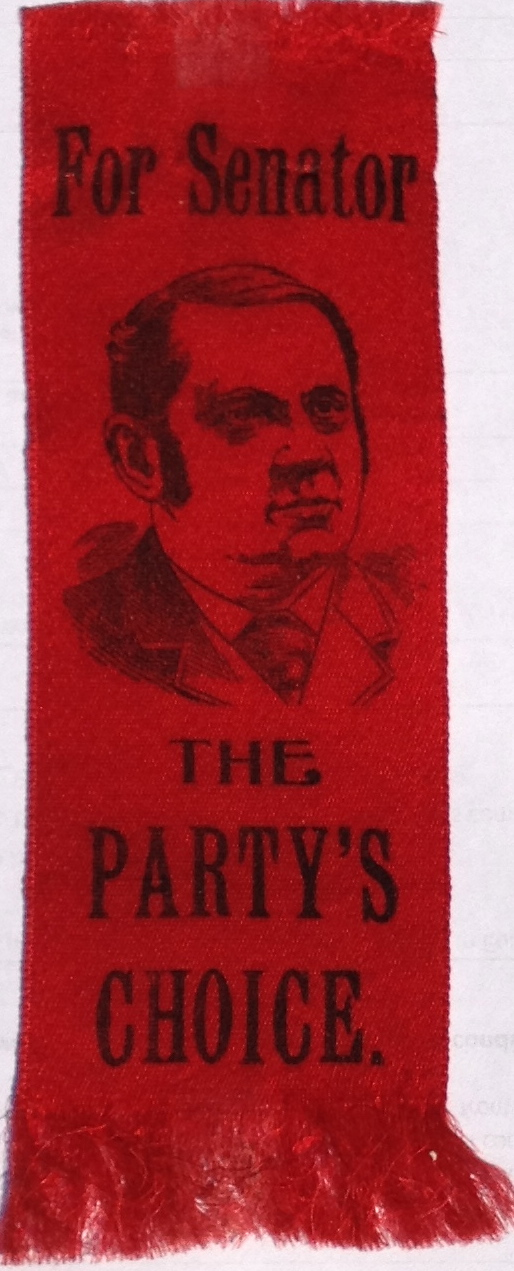
汉纳的竞选丝带，称他是“党派之选”。

报纸对选举结果的评价总体上遵循党派立场。共和党的《辛辛那提商业论坛报》（Cincinnati Commercial Tribune）表示：汉纳面对的是一场战争，政治史上没有任何人受到过这样恶毒、凶狠且永无休止的责难。所有人都知道，这是件让人感到羞耻的事。同属共和党的《托莱多刀锋报》（The Blade）也有同样看法，称“针对汉纳先生的斗争是由俄亥俄州政治史册上最恶毒的叛徒发起。”支持白银民主党人的《辛辛那提问询报》（The Cincinnati Enquirer）则认为：“反对汉纳的共和党人一直坚持到了最后，这样的纪录即便是最终获胜的一方都有可能会眼红……他们勇敢地反抗全国委员会主席及其所有势力和资源，反抗美利坚合众国总统，反抗他对党派巨大的影响力，还有那些影响力更大的金主。通过反抗这一切，他们让那个美国最具实力的共和党人，那个去年还仅次于总统的人，在竞选联邦参议员时只能取得那少得可怜的多数，而且这种获胜的情形已经毫无诚信可言。他们追得如此之紧，以致于他根本不敢停下来针对最严重的指控展开调查。”赫斯特的《纽约新闻报》指出：“好了，看来今后7年里‘参议员汉纳’已成定局。但是，他绝对没法利用参议员的权力作恶。无论汉纳有没有当上参议员，他都可以用钱控制他们。所以最好还是让他待在明处。”
麦基森之前就已意识到，“在这场竞争中落败就等于政治上的死亡”。1898年6月，他和凯霍加县代表团的其他代表被州共和党大会拒之门外，支持汉纳的代表正是这场会议的中坚力量。汉纳的势力在县级选举中落败，不过据称这些选举中存在多种违规行为。1899年，麦基森再度竞选连任克利夫兰市长。虽然苦战之下赢得了共和党初选，但却在普选中不敌民主党对手，拉开民主党人主宰克利夫兰政治长达10年的序幕。麦基森之后回归法律事业，在克利夫兰做执业律师，直至1915年去世，享年52岁。
面对选举中存在贿赂行为的指控，俄亥俄州议会两院都组建委员会展开调查，不过大部分共和党议员都在组建委员会的决议案表决时投了弃权票。众议院委员会的调查最终不了了之。参议院委员会不允许汉纳的律师参与调查进程。汉纳遵从律师建议拒绝作证，并呼吁支持者不要与议会合作。委员会的报告认为，汉纳的某位代理人是试图贿赂奥蒂斯的始作甬者，包括查尔斯·迪克在内的3位助手为此受到牵连。这份报告于1898年5月递交联邦参议院特权和选举委员会，共和党在该委员会占据多数。1899年2月，特权和选举委员会在报告中指出，虽然的确有可能有人试图贿赂奥蒂斯，但此事在选举前就已为人所知，奥蒂斯的票也是投给麦基森，而且没有任何证据表明汉纳与此事有关联。报告中婉转地批评汉纳及其盟友没有同俄亥俄州参议院委员会合作。特权和选举委员会中的民主党议员要求展开进一步调查，但联邦参议院决定印发委员会报告，不再采取进一步行动。汉纳此后仍然是参议院中的实力派人物直至1904年去世。
金钱或利益交换对这场选举产生的影响程度至今仍无定论。西奥多·伯顿表示：“我从没看到过任何证据表明有人用金钱对哥伦布（指州政府）产生不当影响，也不相信有钱在这里用作腐败。”詹姆斯·艾布拉姆·加菲尔德的儿子詹姆斯·鲁道夫·加菲尔德（James Rudolph Garfield）曾是俄亥俄州参议院中汉纳支持者的领袖，他在汉纳辞世后接受采访时回忆称，曾有人要求汉纳“对某些事情睁一只眼闭一只眼，但他拒绝从命”。但加菲尔德也指出：“我一直不能肯定有些自称是参议员汉纳朋友的人到底做了些什么”。克罗利认为，汉纳没有亲自授权这种向议员行贿的做法，但是，他的支持者“有可能会愿意出于汉纳先生的利益考虑而花钱，并且不让他知道。”克罗利指出：“如果汉纳先生真的打算收买约翰·奥蒂斯的选举，那就有理由相信这件事应该会办得更像样些才是”。霍纳认为，如今已经不可能确定地知道当年是否真的有过这一贿赂行为，但即便汉纳真的行了贿，那恐怕也是因为这是当时双方的惯常做法。他还指出，汉纳此后虽然继续担任参议员，但有关不当行为的指控直到一个多世纪后都依然有其影响。公众对联邦参议员选举过程中腐败行为的担忧是1913年美利坚合众国宪法第十七条修正案获得通过的重要因素，从此以后，选举联邦参议员的权力回到人民手中，不再是州议会的特权。

### 脚注
1. ↑  Bybee，第510頁.
2. ↑  Willoughby，第557–559頁.
3. ↑  Election laws.
4. ↑  Horner，第75–77, 82頁.
5. ↑  Horner，第216頁.
6. ↑  Stanley Jones，第108–110頁.
7. ↑  Morgan，第174, 186頁.
8. ↑  Horner，第193–204頁.
9. ↑  Horner，第127頁.
10. ↑  Phillips，第48–52頁.
11. ↑  Williams，第35–39頁.
12. ↑  Leech，第99–100頁.
13. ↑  Rhodes，第31頁.
14. ↑  Horner，第218–221頁.
15. ↑  Walters，第132–133頁.
16. 1 2  Morgan，第192頁.
17. ↑  Wilbur Jones，第10–12頁.
18. ↑  Leech，第100–101頁.
19. 1 2  Horner，第219頁.
20. ↑  Croly，第240–241頁.
21. ↑  Morgan，第192–193頁.
22. ↑  Foraker，第505–506頁.
23. 1 2  Horner，第221頁.
24. ↑  Warken，第18, 48頁.
25. ↑  Horner，第221–222頁.
26. ↑  Croly，第248–249頁.
27. ↑  Warken，第22–23頁.
28. ↑  Warken，第40–41頁.
29. ↑  Horner，第110–113, 220, 226頁.
30. ↑  Walters，第139頁.
31. ↑  Croly，第244–247頁.
32. ↑  Warken，第22頁.
33. ↑  Wolff，第146–147頁.
34. 1 2 3 4 5  Appletons，第606頁.
35. ↑  Croly，第250頁.
36. 1 2  Croly，第250–252頁.
37. 1 2  Outlook 1-15-1898.
38. ↑  Horner，第223–224頁.
39. ↑  Warken，第12–13頁.
40. ↑  Warken，第31–34頁.
41. 1 2  Horner，第230頁.
42. ↑  Free Lance 11-13-1897.
43. 1 2  Croly，第252–254頁.
44. ↑  Walters，第139–140頁.
45. ↑  Legislature，第3頁.
46. ↑  Croly，第254頁.
47. ↑  Warken，第67頁.
48. ↑  Warken，第63–64頁.
49. ↑  Croly，第256頁.
50. ↑  Croly，第257頁.
51. ↑  Warken，第75–76頁.
52. ↑  Horner，第225–226頁.
53. 1 2 3 4  Croly，第259頁.
54. 1 2 3  Outlook 1-22-1898.
55. ↑  Croly，第259–262頁.
56. ↑  Horner，第227頁.
57. ↑  Warken，第94頁.
58. ↑  Croly，第255頁.
59. ↑  Gould，第11頁.
60. ↑  Croly，第258–259頁.
61. 1 2 3  Warken，第52頁.
62. ↑  Legislature，第36–37頁.
63. ↑  Horner，第231頁, quoting Lewis 1898，第1頁.
64. ↑  Legislature，第37–39頁.
65. ↑  Legislature，第42頁.
66. 1 2 3 4  Public Opinion 1-20-1898.
67. ↑  Warken，第81頁.
68. ↑  The Public 6-25-1898.
69. ↑  Croly，第294頁.
70. ↑  Encyclopedia of Cleveland History.
71. ↑  Croly，第460頁.
72. ↑  Hanna case.
73. ↑  Horner，第228頁.
74. ↑  Horner，第229頁.
75. ↑  Horner，第229–230頁.
76. ↑  Croly，第264頁.
77. ↑  Croly，第263–264頁.
78. ↑  Horner，第228–229頁.
79. ↑  Horner，第233頁.
80. ↑  Bybee，第538–540頁.

## 文献
书目
- Croly, Herbert. . New York: The Macmillan Company. 1912  [2015-05-11]. OCLC 715683.
- Foraker, Joseph Benson.  1. Cincinnati: Stewart & Kidd Company. 1917  [2015-05-11].
- Gould, Lewis L. . American Presidency. Lawrence, Kan.: University Press of Kansas. 1980. ISBN 978-0-7006-0206-3.
- Horner, William T. . Athens, Ohio: Ohio University Press. 2010. ISBN 978-0-8214-1894-9.
- Jones, Stanley L. . Madison, Wis.: University of Wisconsin Press. 1964. OCLC 445683.
- Leech, Margaret. . New York: Harper and Brothers. 1959. OCLC 456809.
- Morgan, H. Wayne.  revised. Kent, Ohio: The Kent State University Press. 2003. ISBN 978-0-87338-765-1.
- Phillips, Kevin. . New York: Times Books. 2003. ISBN 978-0-8050-6953-2.
- Rhodes, James Ford. . New York: The Macmillan Company. 1922  [2015-05-11]. OCLC 457006.
- Walters, Everett. . Columbus, Ohio: The Ohio History Press. 1948.
- Williams, R. Hal. . Lawrence, Kan.: University Press of Kansas. 2010. ISBN 978-0-7006-1721-0.
- Willoughby, Westel Woodbury.  1. New York: Baker, Voorhis & Company. 1910  [2015-05-11]. （原始内容存档于2016-03-07）.
- 3. New York: D. Appleton and Company. 1899  [2015-05-11].
- . Norwalk, Ohio: The Laning Printing Company. 1898  [2015-05-11]. （原始内容存档于2018-04-24）.

其它来源
- Bybee, Jay S. . Northwestern University Law Review (Evanston, Ill.: Northwestern University). Winter 1997, 91 (2): 500–572  [2015-05-11]. （原始内容存档于2015-02-06）.
- Jones, Wilbur Devereux. . Ohio State Archaeological and Historical Quarterly (Columbus, Ohio: Ohio Historical Society). 1957-01, 60 (1): 10–19.
- Lewis, Alfred Henry. . New York Journal. 1898-01-13: 1.
- Warken, Philip W.  (学位论文). Columbus, Ohio: The Ohio State University. 1960  [2013-07-25].[永久]
- Wolff, Gerald W. . Ohio History (Columbus, Ohio: Ohio Historical Society). Summer–Autumn 1970, 79 (3 and 4): 138–151.
- . Encyclopedia of Cleveland History. Cleveland: Case Western Reserve University.   [2015-05-11]. （原始内容存档于2010-06-13）.
- . The Free Lance (Fredericksburg, Va.). 1897-11-13: 2  [2015-05-11]. （原始内容存档于2016-06-02）.
- . The Outlook (New York: The Outlook Company). 1898-01-15, 58 (3): 160–161  [2015-05-11].
- . The Outlook (New York: The Outlook Company). 1898-01-22, 58 (4): 208–209  [2015-05-11].
- . The Public (Chicago: The Public Publishing Company). 1898-06-25, 1 (12): 9–10  [2015-05-11].
- . Public Opinion (New York: The Public Opinion Company). 1898-01-20, 24 (3): 69–71  [2015-05-11]. （原始内容存档于2017-04-07）.
- . United States Senate.   [2015-05-11]. （原始内容存档于2015-03-25）.
- . United States Senate.   [2015-05-11]. （原始内容存档于2015-03-25）.